# 浦和医師会
一般社団法人 浦和医師会（うらわいしかい、英称 Urawa Medical Association）は、埼玉県さいたま市浦和区に本部を置く、旧浦和市エリアの医師を会員とする法人。浦和地域産業保健センターが浦和医師会館内にある。また、浦和医師会館に隣接して浦和休日急患診療所を開設している。

## 概要
旧浦和市時代に発足した浦和市医師会が前身。さいたま市誕生後は大宮医師会、さいたま市与野医師会、岩槻医師会と連携体制をとっている。浦和市立高等看護学院やさいたま市民医療センターなどの設立にも協力している。

## 本部所在地
- 埼玉県さいたま市浦和区常盤6丁目4−18浦和市医師会館

## 沿革
- 昭和22年11月 - 浦和市医師会が発足。
- 昭和44年4月 - 浦和市医師会メディカルセンターに発展。
- 昭和49年1月 - 浦和市休日急患診療所開所。
- 昭和55年10月 - 浦和市医師会館・浦和市民保健センターが落成。
- 平成13年5月 - さいたま市誕生により、浦和市医師会を「浦和医師会」に名称変更する。
- 平成15年 - 政令指定都市移行により市民保健センターを浦和区保健センター休日急患診療所（浦和休日急患診療所）に名称変更。
- 平成21年3月 - さいたま市民医療センターが開院。